# Uppsala (kraj)
Uppsala (Uppsala län) je kraj na východním pobřeží Švédska. Sousedí s kraji Dalarna, Stockholm, Södermanland, Västmanland, Gävleborg, a Baltským mořem. Kraj Uppsala se rozkládá na území provincie Uppland.

## Obce
- Älvkarleby
- Tierp
- Östhammar
- Uppsala
- Enköping
- Håbo
- Knivsta
- Heby (od 1. 1. 2007)

## Symboly
Kraj Uppsala získal svůj znak po provincii Uppland. Pokud je znak zobrazen s královskou korunou, reprezentuje krajskou správní radu.